# Neuville (Puy-de-Dôme)
Neuville ist eine französische Gemeinde in der Region Auvergne-Rhône-Alpes im Département Puy-de-Dôme im Arrondissement Clermont-Ferrand im Kanton Billom.
Neuville liegt mit einer Fläche von 11,55 Quadratkilometern auf 342 bis 494 m Meereshöhe. Sie hat 375 Einwohner (Stand 1. Januar 2022).

## Sehenswürdigkeiten
- Château de Cheix (14. bis 17. Jahrhundert), aufgelassen
- Château des Moulins
- Herrschaftlicher Turm, Ruine
- Pfarrkirche Saint-Symphorien, ursprünglich romanisch (11. Jahrhundert, in Folgejahrhunderten abgeändert); mit zwei Statuen des 18. Jahrhunderts
- Steinkreuze des 15. bis 19. Jahrhunderts